# Relations entre l'Algérie et le Mali
Les relations entre l'Algérie et le Mali correspondent aux interactions diplomatiques, culturelles et économiques entre la République algérienne démocratique et populaire et la république du Mali.

## Présentation

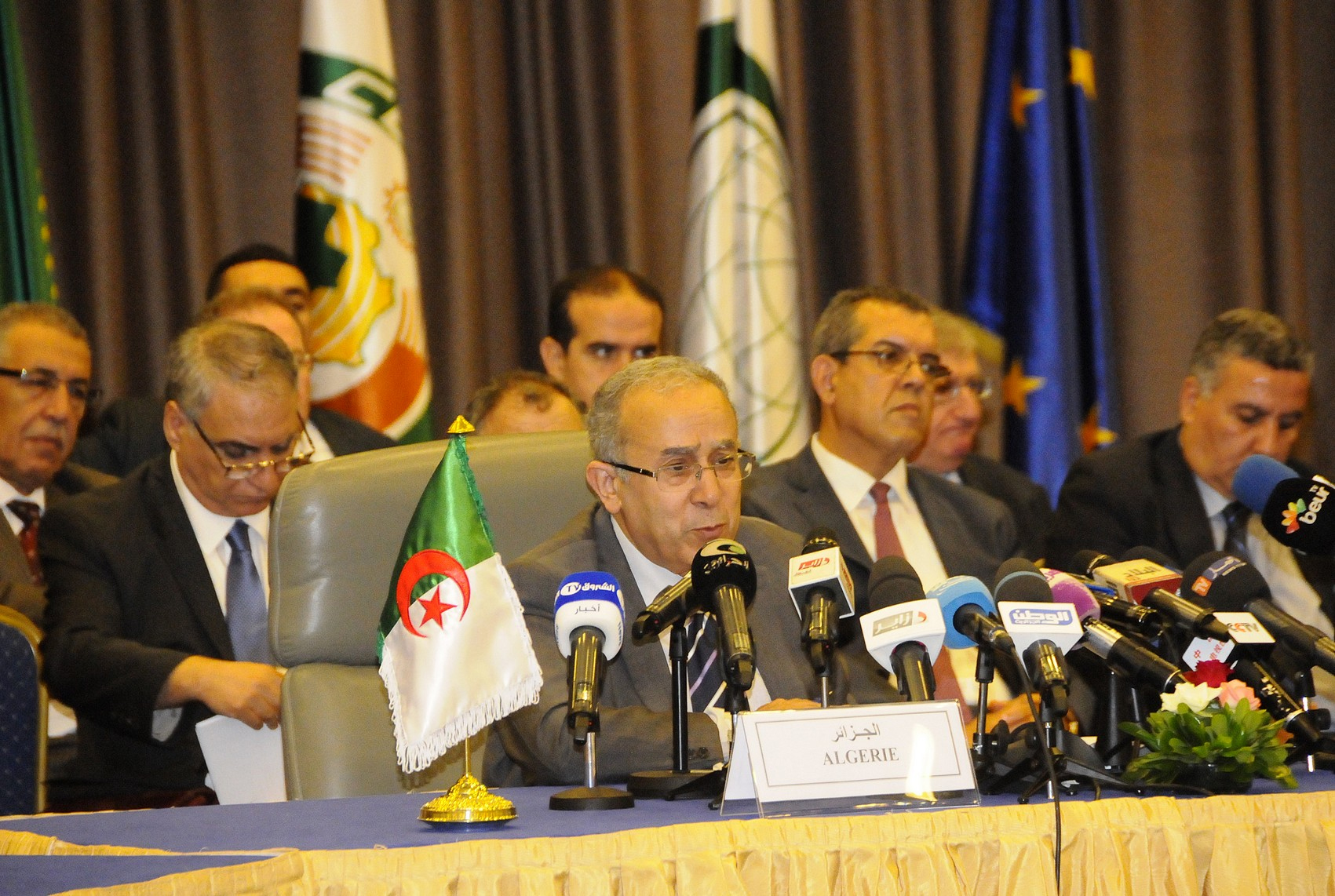
L'Algérie accueille les pourparlers de paix au Mali.

La relation entre ces deux pays, anciennes colonies de la France, qui partagent le désert du Sahel comme frontière et ont également une très longue zône frontalière, a fait de cette relation un antagonisme majeur pour les deux États voisins. En tant que deux pays musulmans à majorité sunnite, l’instabilité récente au Mali, notamment due au conflit à propos de l'autodétermination de l’Azawad, a provoqué une forte présence d’Al-Qaïda au Maghreb et a plongé l’Algérie dans une situation difficile. Pour riposter, l’Algérie a fortifié sa frontière et déployé davantage de troupes pour sécuriser la frontière avec le Mali. La peur de l'augmentation des militants du Mali amène l’Algérie et les États-Unis à discuter de la façon de freiner leurs actions extrémistes,.

### Représentations officielles
L’Algérie maintient une ambassade à Bamako et un consulat à Gao, tandis que le Mali a une ambassade à Alger et un consulat à Tamanrasset.

### Immigrations
Les immigrés maliens ont formé au moins 1 % de la population algérienne[réf. nécessaire] et la plupart vivent dans des villes côtières comme Oran, Constantine et Alger, bien que les maliens vivent parfois dans le Sud, notamment dans les provinces de Tamanrasset et Adrar.
Le 12 mars 2018, une manifestation de migrants refoulés d'Algérie, dénonçant le mauvais traitement après leur arrestation par les autorités algériennes ainsi que les conditions de leur rapatriement, dégénère en saccage avec jets de pierre et départ de petits incendies. Selon un commissaire de police malien, ils voulaient « faire payer à l’Algérie ce qu’ils ont vécu quand ils étaient dans ce pays ».
La manifestation suit les arrestations « arbitraires » et « au faciès », les 11 et 12 mars, de plus de 280 migrants subsahariens en Algérie. Certains des manifestants font partie des Maliens et Ouest-Africains ayant rallié Gao les 6 et 7 mars, puis Bamako le 8 mars, après avoir été reconduits à la frontière par les forces de sécurité algériennes puis dépouillés par des groupes armés sur la route,,.
Le 15 mars, le ministère algérien des Affaires étrangères convoque l’ambassadeur du Mali à Alger. Dans un communiqué publié le même jour, le Mali exprime ses « regrets » à Alger à la suite de l'attaque dont a fait l'objet l'ambassade.
En avril 2018, l’ambassadeur du Mali en Algérie et le consul général du Mali à Alger sont convoqués à Bamako pour une réunion liée au traitement des migrants maliens en Algérie.

### Investissement
L’Algérie et le Mali vont plus loin pour diversifier la coopération économique. L’Algérie a été un investisseur majeur au Mali, économiquement en raison du progrès économique de l’Algérie et de la pauvreté moindre par rapport au Mali.

### Rébellion touarègue de 2012
Lors de la rébellion touarègue de 2012, le consulat algérien a été saisi par au moins deux personnes portant des ceintures d’explosifs. Sept otages ont été pris, dont le consul. En ce qui concerne l’UDI de l’Azawad, le Premier ministre algérien a déclaré qu’il n’accepterait jamais de « remettre en cause l’intégrité territoriale du Mali » que l’Algérie a prévu de coordonner avec le MNLA pour travailler à la libération des otages.
L’Algérie apporte une médiation cruciale pour mettre fin au conflit entre les groupes rebelles et les forces maliennes. et en 2015, l’accord d’Alger est signé afin de créer des conditions de paix.

### Dégradation progressive des relations
En 2020, les militaires prennent le pouvoir au Mali, mettant fin aux alliances historiques du pays. Cette transition s'est déroulée dans un contexte de détérioration des relations entre le Mali et l'Algérie, son voisin. Le fossé s’est encore accentué lorsque Bamako a mis un terme aux accords d'Alger signés en 2015, qui avaient permis de clore la guerre au Mali : « La junte malienne a bloqué le processus de paix, notamment parce qu'elle refuse de reconnaître les acquis obtenus par les Touaregs », explique Jean-Marc Gravellini, chercheur associé à l'Institut de relations internationales et stratégiques. Elle aboutit à l’officialisation de la fin de l’accord d'Alger en 2024.
Dans un entretien accordé au Figaro publié le 30 décembre 2022, le président algérien Abdelmadjid Tebboune estime que « l’argent que coûte cette présence [de Wagner au Mali] serait mieux placé et plus utile s’il allait dans le développement au Sahel »,.
Selon Africa Intelligence, l’ancien ministre algérien des Affaires étrangères Ramtane Lamamra est revenu « humilié »  d’une visite en janvier 2023 à Bamako où, en réaction à son appel à relancer les discussions autour des accords d’Alger, Assimi Goïta lui a opposé que « les problèmes du Mali se traitent au Mali ». « L’accord n’a cessé de recevoir des coups de boutoir de la part des autorités maliennes qui ont tout fait pour en retarder la mise en œuvre », déclare une source algérienne au Monde.
Le 20 décembre 2023, l'ambassadeur algérien à Bamako est convoqué par le ministre malien des Affaires étrangères Abdoulaye Diop à la suite d'« actes inamicaux » et « une ingérence » d'Alger dans « les affaires intérieures » du Mali. Le ministre malien dénonce « les rencontres récurrentes, aux niveaux les plus élevés en Algérie, et sans la moindre information ou implication des autorités maliennes, d’une part avec des personnes connues pour leur hostilité au gouvernement malien, et d’autre part avec certains mouvements signataires de l’accord de 2015 et ayant choisi le camp des terroristes ». Ce dernier proteste notamment contre l'audience accordée par le président Tebboune à l’imam Mahmoud Dicko, opposant à la junte d'Assimi Goïta.
Le 21 décembre, le ministre algérien des Affaires étrangères convoque à son tour l'ambassadeur du Mali en Algérie. Ahmed Attaf souhaite notamment donner « un nouvel élan » au processus de paix. Le 22 décembre, le Mali rappelle son ambassadeur à Alger pour consultation par « principe de réciprocité ».
Le 25 janvier 2024, le Mali dénonce « une multiplication d'actes inamicaux, de cas d'hostilité et d'ingérence dans les affaires intérieures du Mali par les autorités » algériennes. Bamako mentionne parmi ces actes « l'imposition d'un délai de transition aux autorités maliennes, de manière unilatérale ; l'accueil sans concertation ou notification préalable et au plus haut sommet de l'Etat algérien de citoyens maliens subversifs et de citoyens maliens poursuivis par la justice malienne, pour actes de terrorisme ». 
Les autorités maliennes évoquent également « l'existence sur le territoire algérien de bureaux assurant la représentation de certains groupes signataires de l'Accord pour la paix et la réconciliation au Mali issu du processus d'Alger, devenus aujourd'hui des acteurs terroristes » et « la volonté des autorités algériennes à maintenir le régime de sanctions des Nations unies concernant le Mali, au moment où le Mouvement des non-alignés et la fédération de Russie s'y opposaient dans l'intérêt du Mali qui demandait la levée dudit régime ».
La junte malienne accuse les autorités algériennes de considérer le Mali « comme leur arrière-cour ou un Etat paillasson, sur fond de mépris et de condescendance » et exige d'elles « de cesser immédiatement leur hostilité ».
Le gouvernement du Mali se dit « curieux de savoir le sentiment des autorités algériennes, si le Mali devrait accueillir au plus haut sommet de l'Etat, des représentants du Mouvement pour l'autodétermination de la Kabylie » et invite les autorités algériennes « à se remémorer également leur responsabilité dans la détérioration de la situation sécuritaire au Sahel » en affirmant « que c’est l'installation dans le Sahara du Groupe salafiste pour la prédication et le combat (GSPC) algérien, puis son allégeance à Al-Qaïda qui marquent l’avènement du terrorisme international dans la région ». Il rappelle également « aux autorités algériennes les relations séculaires et fraternelles qui existent entre le peuple malien et le peuple algérien ». Dans un communiqué publié le même jour, la junte de Bamako annonce la « fin avec effet immédiat » de l'accord d'Alger, en invoquant notamment « les actes d’hostilité et d’instrumentalisation de l’Accord de la part des autorités algériennes »,,.
Le 26 janvier, Alger « prend acte de cette décision dont elle tient à relever la gravité particulière pour le Mali lui-même » et déclare « que la longue liste des raisons invoquées à l'appui de la dénonciation de l'Accord ne correspond absolument ni de près ni de loin à la vérité ou à la réalité ». Selon le ministère des Affaires étrangères algérien, « les autorités maliennes préparaient cette décision depuis bien longtemps. Les signes avant-coureurs depuis deux ans en ont été leur retrait quasi-total de la mise en œuvre de l'Accord, leur refus quasi-systématique de toute initiative tendant à relancer la mise en œuvre de cet Accord, leur contestation de l'intégrité de la médiation internationale, leur désignation de signataires de l'Accord, dûment reconnus, comme dirigeants terroristes, leur demande de retrait de la MINUSMA, l'intensification récente de leurs programmes d'armement financés par des pays tiers et leur recours à des mercenaires internationaux ».
En août 2024, Amar Bendjama, le représentant permanent de l'Algérie auprès des Nations unies, appelle à « mettre un terme aux violations des armées privées utilisées par certains pays » après que les séparatistes touareg aient fait état d'un bilan de 21 civils dans « plusieurs frappes de drone » de « l’armée de la junte malienne et [d]es mercenaires russes du Groupe Wagner » à Tin Zaouatine. Le représentant du Mali réplique en déclarant qu'en « colportant à la légère ces informations de presse non vérifiées, le diplomate algérien se fait le relai de la propagande terroriste dans notre région », avant de demander publiquement à l'Algérie d’adopter une attitude « plus constructive et plus respectueuse du Mali et de son peuple ».
Le 27 août, selon le quotidien l'Opinion, un chasseur Su-30 de l’armée de l’air algérienne décolle « de la base de Tamanrasset après avoir détecté une menace à la frontière du Mali ». L’appareil aurait alors « lancé des signaux d’avertissement à l’attention d’un drone turc TB2 qui survolait la zone, l’incitant à battre en retraite ». L'événement est qualifié de « dissuasion opérationnelle à l'égard des autorités maliennes » par le journal.
Après cette période de tensions diplomatiques, les relations semblent s'apaiser avec la nomination de Mohamed Amaga Dolo comme nouvel ambassadeur malien à Alger et ses déclarations soulignant les liens fraternels et historiques entre les deux nations.
En avril 2025, l'armée algérienne indique avoir détruit un drone militaire, de fabrication turque, qui survolait son territoire dans la région de Tin Zaouatine, fief des séparatistes touaregs opposés au régime malien. Le chef d’état-major général de l'armée malienne dément la version algérienne affirmant que le drone « survolait l’espace aérien malien, il est tombé dans le territoire malien ». À la suite de cet incident, les membres de l'alliance des États du Sahel, à savoir le Mali, le Niger et le Burkina Faso, rappellent leurs ambassadeurs en poste à Alger, qui répond par une mesure similaire. Par ailleurs chaque pays a fermé son espace aérien à l'autre.